# Progress in Solid State Chemistry
Progress in Solid State Chemistry, abgekürzt Prog. Solid State Chem.,  ist eine wissenschaftliche Fachzeitschrift, die vom Elsevier-Verlag veröffentlicht wird. Die erste Ausgabe erschien im Jahr 1964. Derzeit erscheint sie mit vier Ausgaben im Jahr. Es werden Übersichtsartikel veröffentlicht, die sich mit chemischen Fragen des Festkörperzustandes beschäftigen.
Der Impact Factor lag im Jahr 2014 bei 6,6. Nach der Statistik des ISI Web of Knowledge wird das Journal mit diesem Impact Factor in der Kategorie anorganische  Chemie an dritter Stelle von 44 Zeitschriften geführt.